# Спартак МАХ
МХК «Спартак МАХ» — российская молодёжная команда по хоккею с шайбой из города Москва, выступающая в Молодёжной хоккейной лиге. Основу составят юные воспитанники спартаковской школы и «Московской академии хоккея». Входит в систему московского «Спартака».

## История
30 мая 2025 года Молодёжная хоккейная лига утвердила состав участников чемпионата на сезона 2025/26, в который вошёл МХК «Спартак МАХ». Клуб будет выступать в серебряном дивизионе конференции «Запад». 25 июля 2025 года клуб провёл свой первый матч в своей истории, были обыграны «Сахалинские акулы».

## Тренерский штаб
- Дмитрий Максимов — главный тренер
- Евгений Галкин — старший тренер
- Юлиан Неделя — тренер вратарей
- Александр Ивкин — тренер по физической подготовке[3]

## Текущий состав
Состав, который отправился на первые предсезонные сборы.
| №          | Игрок               | Страна      | Хват    | Дата рождения            |
| Вратари    | Вратари             | Вратари     | Вратари | Вратари                  |
| ---------- | ------------------- | ----------- | ------- | ------------------------ |
|            | Юрий Иванов         | Флаг России | левый   | 31 июля 2008 (17 лет)    |
|            | Антон Кайрис        | Флаг России | левый   | 29 июня 2007 (18 лет)    |
|            | Семён Котов         | Флаг России | левый   | 11 ноября 2008 (16 лет)  |
|            | Егор Мидлак         | Флаг России | левый   | 20 марта 2007 (18 лет)   |
|            | Филипп Федотов      | Флаг России | левый   | 22 июля 2005 (20 лет)    |
| Защитники  |                     |             |         |                          |
|            | Антон Антипов       | Флаг России | левый   | 30 апреля 2007 (18 лет)  |
|            | Илларион Бабкин     | Флаг России | правый  | 11 февраля 2009 (16 лет) |
|            | Евгений Бений       | Флаг России | правый  | 18 октября 2008 (16 лет) |
|            | Руслан Бичилов      | Флаг России | левый   | 23 мая 2008 (17 лет)     |
|            | Николай Дронов      | Флаг России | левый   | 19 февраля 2008 (17 лет) |
|            | Кирилл Казаков      | Флаг России | левый   | 2 сентября 2007 (17 лет) |
|            | Егор Карасерли      | Флаг России | левый   | 12 апреля 2008 (17 лет)  |
|            | Евгений Кузьмин     | Флаг России | правый  | 1 мая 2007 (18 лет)      |
|            | Артём Матэ          | Флаг России | левый   | 9 апреля 2009 (16 лет)   |
|            | Савелий Морозов     | Флаг России | левый   | 8 августа 2008 (17 лет)  |
|            | Даниил Санин        | Флаг России | правый  | 28 августа 2008 (16 лет) |
|            | Дмитрий Селезнёв    | Флаг России | левый   | 27 августа 2007 (17 лет) |
|            | Данила Усцов        | Флаг России | левый   | 8 октября 2007 (17 лет)  |
|            | Олег Черкашин       | Флаг России | правый  | 8 мая 2006 (19 лет)      |
|            | Константин Шохрин   | Флаг России | правый  | 13 октября 2009 (15 лет) |
| Нападающие |                     |             |         |                          |
|            | Данил Анисимов      | Флаг России | правый  | 21 марта 2008 (17 лет)   |
|            | Денис Анисимов      | Флаг России | левый   | 21 марта 2008 (17 лет)   |
|            | Глеб Антощенков     | Флаг России | левый   | 14 ноября 2008 (16 лет)  |
|            | Иван Белугин        | Флаг России | левый   | 1 февраля 2008 (17 лет)  |
|            | Данил Васильев      | Флаг России | левый   | 7 августа 2008 (17 лет)  |
|            | Иван Вуйченко       | Флаг России | левый   | 30 июля 2006 (19 лет)    |
|            | Степан Давыдов      | Флаг России | левый   | 4 февраля 2008 (17 лет)  |
|            | Давыд Денисов       | Флаг России | левый   | 8 ноября 2008 (16 лет)   |
|            | Матвей Ермонин      | Флаг России | левый   | 27 октября 2007 (17 лет) |
|            | Даниил Желнин       | Флаг России | левый   | 3 января 2008 (17 лет)   |
|            | Вадим Карелин       | Флаг России | левый   | 4 мая 2008 (17 лет)      |
|            | Александр Карташов  | Флаг России | левый   | 31 мая 2007 (18 лет)     |
|            | Егор Качалов        | Флаг России | левый   | 15 февраля 2007 (18 лет) |
|            | Всеволод Кокорин    | Флаг России | левый   | 4 марта 2009 (16 лет)    |
|            | Михаил Кромберг     | Флаг России | левый   | 23 января 2008 (17 лет)  |
|            | Александр Михеев    | Флаг России | левый   | 13 октября 2008 (16 лет) |
|            | Иван Облащиков      | Флаг России | левый   | 15 февраля 2007 (18 лет) |
|            | Ярослав Огородников | Флаг России | левый   | 3 сентября 2006 (18 лет) |
|            | Глеб Пивчулин       | Флаг России | левый   | 23 декабря 2008 (16 лет) |
|            | Илья Прохоров       | Флаг России | правый  | 1 августа 2007 (18 лет)  |
|            | Андрей Сафронов     | Флаг России | левый   | 29 августа 2009 (15 лет) |
|            | Глеб Сихневич       | Флаг России | левый   | 12 марта 2008 (17 лет)   |
|            | Андрей Смирнов      | Флаг России | левый   | 20 июня 2009 (16 лет)    |
|            | Максим Соколов      | Флаг России | правый  | 5 февраля 2008 (17 лет)  |
|            | Мирон Таци          | Флаг России | левый   | 31 июля 2008 (17 лет)    |
|            | Артём Хайдаров      | Флаг России | левый   | 6 октября 2005 (19 лет)  |
|            | Дмитрий Фёдоров     | Флаг России | правый  |                          |
|            | Тимур Шхалахов      | Флаг России | левый   | 12 марта 2008 (17 лет)   |
|            | Евгений Якунин      | Флаг России | левый   | 9 февраля 2009 (16 лет)  |